# Sandi Thom
Alexandria Thom, detta Sandi (Banff, 11 agosto 1981), è una cantautrice e polistrumentista scozzese.
Divenne famosa nel 2006, dopo una serie di webcast e il successo del singolo I Wish I Was a Punk Rocker (With Flowers in My Hair). Thom ha pubblicato cinque album: Smile... It Confuses People (2006), The Pink & The Lily (2008), Merchants and Thieves (2010), Flesh And Blood (2012) e The Cover Collection (2013).

## Vita privata
Sandi Thom nasce a Banff nell'Aberdeenshire (Scozia). Frequenta il Robert Gordon's College di Aberdeen. All'età di 17 anni, diventa la studentessa più giovane ad essere accettata al prestigioso Liverpool Institute for Performing Arts(LIPA). Nel 2003 si laurea alla LIPA con un BA (Hons) - Bachelor of Arts (con distinzione) - in Arti dello Spettacolo.

## Carriera

### Gli Inizi
Nel 2004, Sandi si trasferisce a Londra per perseguire la sua carriera da cantautrice. Nel 2005 firma un contratto con la Windswept Pacific Music, un'etichetta discografica indipendente. Sul finire dello stesso anno firma un contratto con la piccola casa discografica Viking Legacy, che pubblica il suo singolo di debutto, I Wish I Was A Punk Rocker (With Flowers In My Hair) il quale però non avrà molto successo.

### La firma con Sony e il primo album
A seguito del successo ottenuto con il webcast 21 Nights from Tooting, ovvero 21 concerti trasmessi dall'appartamento della Thom nel Tooting (quartiere del distretto Wandsworth nella parte sud di Londra), firma un contratto con la RCA (Sony). I Wish I Was A Punk Rocker venne ripubblicato dalla RCA Records UK il 22 maggio 2006. Le vendite digitali la posizionarono al posto numero 15 della classifica generale e al posto numero 7 della classifica delle canzoni più scaricate. La versione fisica venne commercializzata in tre formati: due versioni CD e una versione 45 giri. Nella prima settimana di vendita la canzone raggiunse la posizione numero 2 della classifica generale.
Il suo album di debutto, Smile... It Confuses People venne pubblicato nel Regno Unito il 5 giugno 2006, raggiungendo subito la posizione numero 1 e vendendo oltre 1 milione di copie in tutto il mondo.

### The Pink & the Lily
Il 26 maggio 2008 Thom pubblicò il suo secondo album intitolato The Pink & The Lily, preceduto dal primo singolo, The Devil's Beat. Nel Regno Unito, il singolo arrivò fino alla posizione 58 per poi uscire dalla Top 75 dopo appena due settimane; l'album debuttò alla posizione 25, ma la settimana dopo era già alle 65 e quella dopo ancora non era più nella Top 75. Il singolo successivo Saturday Night non entrò nemmeno in classifica.

### The Best of Sandi Thom
Nel luglio del 2009 venne pubblicato un best of. L'album è formato da 18 tracce prese dai due album precedenti e alcuni B-Sides. L'album non entrò in classifica.

### Merchants and Thieves
Merchants and Thieves è il terzo album registrato in studio della Thom. Venne pubblicato il 17 maggio 2010 con This Ol' World come primo singolo. L'album venne pubblicato dalla casa discografica Guardian Angels, etichetta fondata dalla Thom dopo aver abbandonato RCA. L'album venne candidatato per il premio "Best Jazz/Blues Recording of the Year", mentre la Thom fu candidata per il premio "Artist of the Year" e la "Guardian Angel Recordings" per il premio "Record Label of the Year" agli "Scottish Music Awards".

### Flesh and BloodeThe Covers Collection
Il quarto album, intitolato Flesh and Blood venne pubblicato il 16 settembre 2012. Per promuovere il disco, la Thom, rese disponibile gratuitamente il download del singolo Sun Comes Crashing Down sul suo sito ufficiale.
L'11 novembre del 2013 pubblica il suo quinto album in studio, The Covers Collection. L'album tra le tante cover comprende The Rain Song dei Led Zeppelin, November Rain dei Guns N' Roses e Songbird dei Fleetwood Mac. A partire proprio dal mese di novembre, inizia un tour mondiale.

## Discografia

### Album
- 2006 - Smile... It Confuses People
- 2008 - The Pink & The Lily
- 2010 - Merchants and Thieves
- 2012 - Flesh and Blood
- 2013 - The Covers Collection

### Raccolte
- 2009 - The Best of Sandi Thom